# Ruža Zubac-Ištuk
Ruža Zubac-Ištuk (Orguz kod Livna, 15. rujna 1956.) hrvatska je i bosanskohercegovačka pjesnikinja, prozna književnica za djecu i odrasle.

## Životopis
Srednju školu završila je u Livnu, a Pedagošku akademiju u Osijeku. Kao učiteljica hrvatskog jezika radila je u Osnovnoj školi Svete Ane u Osijeku. Piše za djecu i odrasle. 
Radove je objavljivala u dječjim časopisima: Radost, Modra lasta, Smib, Zvrk, Prvi izbor, Mak, Priroda, Cvitak, Male novine, Hrcko (podlistak časopisa Hrvatska riječ, Subotica) i dr. Odabrane pjesme tiskane su joj u Eko kalendarima (Glas Koncila), a pjesme, priče i publicistički radovi u časopisima za književnost (Republika, Hrvatsko slovo, Vrela, Književna revija, Putujući Slavonijom, Vijenac, Marulić, Motrišta, Rusan) i drugim časopisima ( Hrvatski vojnik, Arena, Svijet, Nada), Školskim novinana, raznim godišnjacima i kalendarima, revijama, haiku kalendarima i zbirkama haiku poerije, vjerskim časopisima Svjetlo riječi i Naša ognjišta.
Priče i pjesme nalaze se u čitankama i radnim bilježnicama za osnovnu školu, priručnicima iz psihologije i pedagogije te u drugim priručnicima koji pomažu kvalitetnome odgoju i obrazovanju djece i mladeži. 
Pjesme i priče uvrštene su joj u skupne zbirke: Erato, Vlak života, Uvijek kad pomislim na tebe, Randevu utroje, Priče za laku noć, Zauvijek ću biti dijete  i dr.
Surađivala je na radiopostajama. 
Urednica je i lektorica dvadesetak knjiga drugih autora.

## Djela
- Narodno blago i običaji livanjskog kraja (1994.)
- Kap po kap (pjesme, 1996.)
- Let kroz pubertet (roman za djecu, 1997.)

## Nagrade
- Prva nagrada za dječju priču "Moja prijateljica Esmeralda" 1990. u Sarajevu
- Druga nagrada za priču "Zaboravljena knjiga" 1991. u Sarajevu
- Treća nagrada za priču "Isječci iz života" na natječaju "Andrija Zeljko" Široki Brijeg 2024.[3][4]

## Znanstvena monografija
- Ballian, Dalibor; Bralić, Alfonz Marija; Džaja, Miroslav; Čačija, Ivana; Tole, Snježana; Tadić, Damir; Barišić, Ružica; Duvnjak, Jela; Papić, Ana; Zubac-Ištuk, Ruža; Nakić, Gordana. U: fra Marijan Karaula (ur.) "Župa Čuklić: od postanka do danas". Sarajevo: Svjetlo riječi, 2020.